# Aerangis arachnopus
Aerangis arachnopus é uma espécie de orquídea monopodial epífita, família Orchidaceae, que habita o centroeste da África tropical.